# Oratosquillina perpensa
Oratosquillina perpensa is een bidsprinkhaankreeftensoort uit de familie van de Squillidae. De wetenschappelijke naam van de soort is voor het eerst geldig gepubliceerd in 1911 door Kemp.